# Sovello
Die Sovello GmbH war ein integrierter Hersteller von Solarwafern, Solarzellen und Solarmodulen mit Sitz in Bitterfeld-Wolfen, Sachsen-Anhalt. Die bei Sovello auf Grundlage des String-Ribbon-Verfahrens hergestellten Wafer bestehen aus polykristallinem Silizium. Im Mai 2012 meldete das Unternehmen Insolvenz an. Für September 2012 war im Rahmen des Verfahrens eine Produktionseinstellung und Betriebsschließung vorgesehen.

## Produkte
Sovello stellte alle Komponenten eines Photovoltaik-Moduls zur Gewinnung von Strom aus Sonnenlicht her. Die Zwischenprodukte sind dabei:
- Solarwafer: Ca. 0,2 Millimeter flache Scheiben aus Silizium, die auf Grundlage des von Evergreen Solar, Inc. patentierten Produktionsverfahrens hergestellt werden. Sie bilden das Ausgangsmaterial für die Solarzellen.
- Solarzellen: Die kleinsten technischen Einheiten zur Umwandlung von Sonnenlicht in elektrische Energie. In mehreren Verarbeitungsschritten werden die Wafer gereinigt und chemisch behandelt. Die so entstandenen Solar-Batterien werden mit Stromleitungen versehen.
- Solarmodule: Die Solarzellen werden durch elektrische Leitungen miteinander verbunden und zu einem Modul zusammengefügt. Sie bestehen aus einer Rückwand aus Kunststoff, einer Oberseite aus Sicherheitsglas und einem Aluminiumrahmen.

## Gründung und Entwicklung
Gegründet wurde das Unternehmen als EverQ GmbH im Jahr 2005 als Joint-Venture dreier börsennotierter Weltmarktführer der Solarbranche: Q-Cells AG (Q-Cells, Bitterfeld-Wolfen, Sachsen-Anhalt), Evergreen Solar (Evergreen, Marlboro, USA) und Renewable Energy Corporation ASA (REC, Høvik, Norwegen). Gründungszweck war eine Machbarkeitsprüfung des von Evergreen patentierten Produktionsverfahrens, bei dem Wafer nicht gesägt, sondern mithilfe der Oberflächenspannung zwischen zwei Drähten aus einer Siliziumschmelze gezogen werden. Im November 2008 geschah die Umwandlung in die Sovello AG und im April 2010 wurde Sovello durch Ventizz Capital Fund IV, L.P. übernommen. Im Dezember 2011 firmierte Sovello in eine GmbH um.
Zuletzt betrieb Sovello drei Produktionsstätten im sog. Solar Valley in Bitterfeld-Wolfen, Sachsen-Anhalt. Das erste Werk nahm im Juni 2006 die Produktion auf. Im Juni 2007 hat Sovello nach einjähriger Bauzeit die zweite Fertigungsstätte in Betrieb genommen. Mit dieser zweiten Anlage hat die technische Produktionskapazität des Unternehmens etwa 100 MWp erreicht. Die dritte Fertigungsstätte SV3 mit einer technischen Kapazität von weiteren etwa 80 MWp wurde 2009 in Betrieb genommen.

## Standort
Sovello produzierte im sogenannten Solar Valley Thalheim, einem Ortsteil von Bitterfeld-Wolfen, der sich durch die Ansiedlung von verschiedenen Herstellern der Photovoltaikbranche zu einem der weltweit größten Zentren der Solarbranche entwickelt hat. Am Standort Thalheim arbeiteten etwa 3.500 Menschen. Das Solar Valley Thalheim ist Teil des Chemie- und Industrieparks Bitterfeld.

## Insolvenz
Das Unternehmen stellte am 14. Mai 2012 Insolvenzantrag beim Amtsgericht Dessau-Roßlau; am 1. August 2012 lehnte das Gericht schließlich aufgrund einstimmigen Votums des Gläubigerausschusses den Antrag der Unternehmensleitung auf Insolvenz in Eigenverantwortung unanfechtbar ab und bestellte einen Insolvenzverwalter. Eine Sanierung sollte zunächst intern erfolgen, scheiterte aber, sodass das Unternehmen von der Zahlungsunfähigkeit betroffen war.
Am 21. August 2012 wurde bekannt, dass das insolvente Unternehmen die Produktion komplett einstellt und seinen Mitarbeitern die Kündigung ausspricht. Insolvenzverwalter Lucas Flöther betonte, dieser Schritt sei unausweichlich: „Die finanzielle Lage des Unternehmens macht diesen Schritt leider erforderlich“, so der Insolvenzverwalter. Die Suche nach einem Investor, die bisher erfolglos verlaufen ist, soll jedoch bis zur endgültigen Betriebsschließung Anfang September fortgeführt werden.